# Шампиньон мухоморовидный
Шампиньо́н мухоморови́дный (лат. Agaricus amanitiformis) — гриб рода Шампиньон (Agaricus). Эндемик Донецкой области Украины, известно единственное место произрастания — территория Донецкого ботанического сада. Съедобность или токсичность не изучены. Видовое название дано из-за структуры поверхности ножки, напоминающей вольву мухомора красного (Amanita muscaria).

## Описание
- Шляпка диаметром 2—6 см, толстомясистая, полушаровидная, позже выпукло-распростёртая, с прямым гладким краем, при подсыхании становящимся подвёрнутым, волнистым. Поверхность сухая, голая, блестящая, шелковистая, вначале белая, с возрастом становится желтоватая, серовато-желтоватая.
- Мякоть белая, на срезе не изменяется, без особого вкуса и запаха, при подсыхании становится бледно-жёлтой и приобретает приятный грибной запах.
- Гименофор пластинчатый, пластинки свободные, частые, тонкие, вначале светло-розовые, при созревании бурые, со стерильным краем.
- Ножка центральная или эксцентрическая, цилиндрическая, размерами 2,5—5,56×0,5—1,2 см, плотная, сплошная, цилиндрическая, ровная, в основании слегка расширенная. Поверхность белая, с возрастом желтоватая, у основания тёмно-жёлтая, голая, шелковистая, блестящая. Основание покрыто 2—3 концентрическими кольцами из округлых гранул размером 1—2 мм, при подсыхании легко отпадающих.
- Остатки покрывал: вольва отсутствует, кольцо расположено в верхней части ножки, простое, тонкое, шириной 0,3—0,8 см, сначала белое, позже желтоватое. Поверхность снизу гладкая, верх бороздчатый, у края имеются белые, позже желтоватые чешуйки размером 1—2 мм. Остатки покрывала могут быть заметны и по краю шляпки.
- Споровый порошок бурый.

Микроскопические признаки:
- Споры широкоовальные, иногда фасолевидные, бурые, 5,4—6,9×3,6—4,5 мкм, гладкие, с латеральным апикулюсом, могут содержать 1—5 флуоресцирующих капель. Часто споры склеены по 3—6 штук.
- Базидии булавовидные, четырёхспоровые, размерами 22—34×6—8 мкм; стеригмы длиной 2,5—3 мкм.
- Трама пластинок вначале правильная, позже становится неправильной.
- Цистиды: плевро- и хейлоцистиды отсутствуют.

Химические реакции:
- Реакция Шеффера положительная.
- С серной кислотой шляпка и ножка желтеют, мякоть не изменяется.
- С гидроксидом калия шляпка желтеет, ножка и мякоть не изменяются.
- Реакция пластинок с α-нафтолом положительная (через 2—4 минуты появляется фиолетовая окраска).
- С пирогаллолом мякоть даёт тёмно-коричневую окраску.
- С гваяколом мякоть становится голубой.

## Экология и распространение
Почвенный сапротроф, растёт группами в широколиственных насаждениях ясеня ланцетного (Fraxinus lanceolata Borkh.) и клёна остролистного (Acer platanoides L.). Эндемик, известен в Донецком ботаническом саду, Донецк, Украина, встречается очень редко.
Сезон: сентябрь.

## Сходные виды
Другие шампиньоны; С. П. Вассер отмечает морфологическую близость с шампиньоном растрескивающимся:
- Шампиньон растрескивающийся (Agaricus fissuratus (F.H. Møller) F.H. Møller 1952) отличается бо́льшим размером и цветом плодового тела (цвет с возрастом становится охристым), отсутствием гранул в основании ножки, слегка краснеющей мякотью с запахом миндаля, бо́льшим размером спор и их формой, наличием хейлоцистид; встречается на лугах, в парках, дубовых лесах.